# NGC 256
NGC 256 (również ESO 29-SC11) – gromada otwarta znajdująca się w gwiazdozbiorze Tukana. Odkrył ją John Herschel 11 kwietnia 1834 roku. Gromada ta znajduje się w Małym Obłoku Magellana.